# Zatōichi (film 2003)
Zatōichi (jap. 座頭市) – japoński film akcji z elementami komedii i dramatu z 2003 roku, nakręcony przez Takeshiego Kitano. Zdjęcia kręcono w Fukuyamie.
Głównym bohaterem filmu jest Zatōichi, kultowa w Japonii postać ślepego szermierza. Bohater ten pojawił się wcześniej w dwudziestu sześciu filmach i stuodcinkowym serialu.
W 2003 roku Takeshi Kitano wyprodukował nowy, wysokobudżetowy film Zatōichi, będący pierwszym od kilkunastu lat filmem o przygodach owego ślepego mistrza miecza. W główną rolę wcielił się sam Kitano. Zarys fabuły jest podobny do tych z poprzednich filmów: Zatōichi przybywa do małej wioski, gdzie ochrania miejscowych ludzi przez skłóconymi ze sobą gangami, żądającymi od wieśniaków coraz to większych kwot za ochronę. Zatōichi zaprzyjaźnia się z miejscową farmerką, pomagając jej kochającemu hazard siostrzeńcowi oraz dwóm gejszom, chcącym się zemścić za śmierć swoich rodziców.
Efekty krwi zostały w filmie generowane komputerowo, co staje się ostatnio coraz bardziej popularne w kinie azjatyckim i jest zarazem tańsze od tradycyjnych efektów. W przeciwieństwie jednak do większości filmów z tego gatunku, Kitano używa ich w bardzo wystylizowany sposób, aby nadać więcej wizualnej piękności scenom przemocy.
Godna uwagi jest także choreografia tańca tap trupy The Stripes, którą można zobaczyć w filmie.

## Obsada
- Takeshi Kitano – Zatōichi
- Tadanobu Asano – rōnin Hattori
- Michiyo Okusu – O-Ume, farmerka
- Yui Natsukawa – O-Shino, żona Hattōriego

W jedną z głównych ról wcielił się ceniony obecnie japoński aktor młodego pokolenia, Tadanobu Asano. Michiyo Okusu wystąpiła także z „oryginalnym” Zatōichim, Shintarō Katsu, w 14. filmie – Pielgrzymka Zatōichiego.

## Nagrody
Film zdobył 5 nagród Japońskiej Akademii Filmowej za muzykę, zdjęcia, montaż, dźwięk i oświetlenie. Otrzymał również nominacje w kategoriach Najlepszy Film, Najlepszy Aktor Drugoplanowy – Tadanobu Asano, Najlepsza Aktorka Drugoplanowa – Michiyo Ookusu i Najlepsza Scenografia.
Zatōichi był również nominowany do Złotego Lwa na Festiwalu Filmowym w Wenecji. Na tym festiwalu otrzymał 4 nagrody: Nagrodę Publiczności, Nagrodę Future Film, Nagrodę Otwarcia i Specjalną Nagrodę Reżyserską.

## Zdjęcia
Zdjęcia do filmu realizowane były na terenie Japonii.